# Brotli
Brotli ist ein Datenkompressions-Algorithmus auf Basis von LZ77 und Huffman-Kodierung, der von Zoltán Szabadka und Jyrki Alakuijala entwickelt wurde.
Wie der ebenfalls von Google entwickelte Algorithmus Zopfli ist Brotli nach einem Schweizer Gebäck (Brötli, auf -li endendes Diminutiv für Brot) benannt.
Im Gegensatz zu anderen auf der Wörterbuchmethode basierenden Datenkompressions-Algorithmen wie z. B. Deflate benutzt Brotli ein vordefiniertes 120 KiB großes Wörterbuch. Dieses Wörterbuch enthält 13.000 Einträge der am meisten genutzten Ausdrücke in Text und HTML-Dokumenten. Hierdurch wird ein Großteil der verbesserten Kompression erzielt, insbesondere für kleine Dateien.
Im Vergleich zu Deflate kann mit Brotli eine um 20 % verbesserte Kompression erzielt werden. Die Verarbeitungsgeschwindigkeit bleibt hierbei ungefähr gleich.

## Unterstützung

### Webbrowser
- Google Chrome ab Version 49, ab Version 50 aktiviert.[3][4]
- Microsoft Edge ab Version 15.[3][5]
- Mozilla Firefox ab Version 44.[3][4][6]
- Opera ab Version 36.[3]
- Safari ab Version 11[3]

### Webserver
- nginx[7]
- Apache HTTP Server ab Version 2.4.26.[8][9]